# Lang lebe die Königin (2020)
Lang lebe die Königin ist eine deutsche Tragikomödie von Richard Huber aus dem Jahr 2020, die im Auftrag und für Das Erste produziert wurde. Es handelt sich um den letzten Film „der großen Schauspielerin Hannelore Elsner“. In tragenden Rollen sind Marlene Morreis, Günther Maria Halmer, Matthias Kelle und Ole Puppe besetzt.
Elsners Kolleginnen Gisela Schneeberger, Judy Winter, Iris Berben, Eva Mattes und Hannelore Hoger übernahmen die Szenen, die die schwerkranke Schauspielerin nicht mehr selbst abdrehen konnte, um den Film fertigzustellen. 

## Handlung
Die junge Verkaufssender-Moderatorin Nina Just bekommt von ihrer Mutter Rose, die mit ihrem Lebensgefährten Werner Wittich in einem Bauernhaus lebt, nicht die Anerkennung, die ihr so wichtig wäre und um die sie gekämpft hat, seit sie denken kann. Das Leben der jungen Frau gerät aus den Fugen, als ihre Mutter erneut an Krebs erkrankt und zum Überleben zeitnah eine Spenderniere benötigt. Werner erzählt Nina, dass Rose bereits eine ihrer Nieren aufgrund der Krankheit eingebüßt hat und nun die zweite Niere von Krebs befallen ist. Nina ist in dem Moment, als eine Nierenspende Thema ist, überfordert und erfindet eine Schwangerschaft. Später gibt sie ihrer Mutter gegenüber als Vater des angeblichen Kindes den Automechaniker Mike an, mit dem sie inzwischen ein Verhältnis eingegangen ist.
Rose erhält eine Spenderniere von Werner, der alles für sie tun würde. Die OP, die auch Werner trotz seines fortgeschrittenen Alters gut übersteht, lässt sich zunächst als Erfolg an. Rose spricht ihre Tochter in der nun folgenden Zeit immer wieder auf die Schwangerschaft an, obwohl sie weiß, dass diese erfunden ist. Dann jedoch kommt der Anruf, dass Roses Körper die Niere aufgrund einer Infektion abstößt. Dialyse und Chemotherapie sind die Folgen, mit denen Rose nun leben muss. Als sie wiederum ins Krankenhaus eingeliefert werden muss, bittet sie Nina, die Erhöhung der Morphiumdosis an dem Gerät, an das sie angeschlossen ist, so hoch wie möglich einzustellen, um ihrem Leben ein Ende zu setzen. Als Nina meint, das könne sie nicht, erwidert ihre Mutter, doch, das könne sie, sie könne alles. Mit den Worten: „Die Königin ist tot, es lebe die Königin“ und einer Umarmung verabschiedet sie sich von ihrer Tochter. 
Passend zu dem grünen Kleid, das Rose für ihren Tod ausgesucht hat, lackiert Nina gemäß der Bitte ihrer Mutter deren Fuß- und Fingernägel. Da Werner nicht dabei sein wollte, wenn sie im Sarg liegt, verstreut Nina auch die Asche ihrer Mutter im Fluss, wie von dieser gewünscht: allein auf einer Brücke stehend.

## Produktion

### Produktionsnotizen, Hintergrund
Lang lebe die Königin wurde unter dem Arbeitstitel Die Liebe ist ein Fluss in Preußen vom 12. März bis zum Drehabbruch am 12. April 2019 in München und Umgebung gedreht. Die Redaktion des von der Neuen Schönhauser Filmproduktion GmbH erstellten Filmes lag bei Claudia Simionescu (BR), Christine Strobl (ARD Degeto) und Klaus Lintschinger (ORF).
Die Hauptdarstellerin Hannelore Elsner, die die Rolle der eigensinnigen und schwerkranken Mutter Rose spielt, konnte die Dreharbeiten nicht abschließen, weil sie am 21. April 2019 ihrem Brustkrebsleiden erlag. Ende August 2019 wurde bekannt, dass die fünf Schauspielkolleginnen Iris Berben, Hannelore Hoger, Eva Mattes, Gisela Schneeberger und Judy Winter ihre Rolle zu Ende führen und der Film damit fertiggestellt wird. Die Schauspielerinnen betrachteten es als Hommage an ihre große Kollegin.
Hannelore Elsners Sohn Dominik erzählte, dass seine Mutter bis zum Schluss das Leben habe fühlen und arbeiten wollen. Vom Tod habe sie nie etwas wissen wollen. Wann immer das Thema zur Sprache gekommen sei, habe sie unwirsch reagiert, selbst als es ihr schon sehr schlecht gegangen sei.  Sie habe, genauso wie ihre Rolle Rose, nie den unerschütterlichen Glauben verloren, dass alles gut werde. Auch nicht, als sie schon ins Krankenhaus gemusst habe. „Ohne Spiel ist mir das Leben einfach zu ernst“, schrieb Elsner in ihrer Biografie. Dominik Elsner beschreibt mit folgenden Worten, was er verloren hat: „Weihnachten, Ostern, mein Geburtstag – all diese Anlässe sind sehr farblos geworden, seit sie nicht mehr da ist.“

### Besetzung
Die Idee, eine Filmrolle nach dem Tod der Hauptbesetzung durch mehrere Schauspieler oder Schauspielerinnen zu besetzen, wurde bereits nach dem Tod von Heath Ledger im Film Das Kabinett des Doktor Parnassus umgesetzt.
Iris Berben meinte, Hannelore Elsner habe ihren Beruf sehr geliebt und der Beruf auch sie. Dass sie in diesem Film eine Szene übernommen habe, die Elsner nicht mehr habe spielen können, sei eine letzte Verneigung vor ihr. So habe sie ihr noch einmal für ihre Freundschaft und für ihre Filme danken können.
Eva Mattes erklärte, als sie gefragt worden sei, ob sie eine Szene für Hannelore Elsner übernehmen würde, habe sie gar nicht überlegen müssen. Sie habe blind zugesagt, ohne zu wissen, was sie zu spielen bekomme. Die Idee, Elsners letzten Film zu Ende zu bringen durch die Mitwirkung von fünf Kolleginnen, sei wunderbar. Hannelore Elsner, die sie seit ihrem 13. Lebensjahr kenne, sei für sie immer eine ganz Besondere gewesen, vor der sie sich mit ihrem kleinen Auftritt zärtlich verbeuge.
Gisela Schneeberger meinte, als sie von dem Konzept gehört habe, sei sie interessiert gewesen. Als sie die Namen ihrer Mitstreiterinnen erfahren habe, um einiges mehr. Auch über den Regisseur Richard Huber sei nur Gutes zu hören gewesen. Und von Gerlinde Wolf sei sie nach einer gemeinsamen Arbeit sowieso ein Fan. Das seien die besten Voraussetzungen gewesen, das Projekt zu wagen. So sei es auch ein höchst erfreulicher Drehtag gewesen, an dessen Ende sie dann noch Judy Winter getroffen habe. Mit ihr habe sie – „in tiefster Ehrfurcht“ – vor Jahrzehnten einen ihrer ersten Filme gedreht. „Was für ein Tag!“
Judy Winter erläuterte, als die Anfrage sie erreicht habe für Hannelore Elsner einzuspringen, habe sie sich schon Gedanken gemacht, ob das überhaupt fair sei. Es sei doch deren Film! Doch dann habe sie die Idee überzeugt, dass vier weitere gute und ernstzunehmende Kolleginnen mit ihrem Auftritt Hannelore Elsner die Ehre erweisen möchten. So habe man zeigen können, wie sehr sie alle sie als Schauspielerin geschätzt hätten.
Marlene Morreis, die die Tochter von Rose Just spielt, erzählte, es sei ein schleichender Prozess gewesen bis zum Drehabbruch. Niemand habe damit gerechnet. Erst sei Hannelore einen Tag nicht gekommen, dann auch am nächsten Tag ausgefallen. Man habe immer gehofft, dass sie am anderen Tag wieder da sei. Vier Tage vor Drehende sei dann der Abbruch erfolgt. Es hätten nur noch fünf Szenen gefehlt, alle mit Hannelore Elsner. Es sei ein Schock gewesen. Der Film habe auf Eis gelegen, keiner gewusst, wie es weitergeht. Das Team habe sich dann aufgelöst. Zweieinhalb Wochen später habe man die traurige Nachricht von Elsners Tod erhalten. Im Nachhinein sei man sich bewusst gewesen, wie schlecht es der Schauspielerin beim Drehen gegangen sein müsse. Beim Nachdreh im August sei fast das gesamte ursprüngliche Team wieder zusammengekommen. Die Dreharbeiten seien so besonders, traurig und absurd gewesen. Vor Drehbeginn habe sie Hannelore Elsner gefragt, ob es ihr nicht unangenehm sei, im Film zu sterben. Sie habe lachend entgegnet, sie sei schon so oft vor der Kamera gestorben, das sei für sie nichts Ungewöhnliches. Dieser Satz habe heute natürlich eine ganz andere Bedeutung. Dass plötzlich jemand anderes als Hannelore Elsner ihre Mutter gespielt habe, sei erst schwierig für sie gewesen, sie habe Angst davor gehabt.
Günther Maria Halmer, der Roses gutmütigen Lebensgefährten Werner spielt, meinte, es sei niemals daran zu denken gewesen, dass Hannelore Elsner in Wirklichkeit unter einer schweren Erkrankung gelitten habe. Beim Drehen sei sie eigentlich wie immer gewesen. Es habe ausgesehen, als habe sie in die Zukunft geschaut. Ihr Tod sei für alle ein Schock gewesen.
Ole Puppe, der als Rose Justs Sohn Leon zu sehen ist, äußerte, zu seinem großen Bedauern habe er keine direkte Szene mehr mit Hannelore Elsner gehabt, was er sich seit seiner Jugend gewünscht habe. Aber er werde nie die Begrüßung und die Leseprobe vergessen, wie sie seine Hand genommen und ihm ganz tief und lange in die Augen geschaut habe. Er habe ihr zwei Stunden gegenüber gesessen und sei fasziniert gewesen von dieser ungeheuren Zartheit, Zerbrechlichkeit gepaart mit ihrer Energie und ihrem energischen Kampf um Sätze, um Worte, um die Gestaltung der Figur, unermüdlich, immer wieder, bis sie zufrieden gewesen sei. Aus dieser schon fast durchsichtigen Person loderte eine unglaubliche Flamme – an diesen Augenblick werde er sich immer erinnern.

### Gespräch mit den Machern
Das Besondere an der Geschichte von Gerlinde Wolf seien die Charaktere, die selbst in den größten Krisen in ihre üblichen Rollenmuster zurückfallen würden. Das habe viel Wahres und auch sehr viel Komisches. Und diese Kombination aus hoch emotionalen, zugleich aber unsentimentalen und auch absurden Situationen charakterisiere diese so lebensnahe Geschichte von Gerlinde Wolf. Gerlinde Wolf meinte auf die entsprechende Frage, Trauer sei ein komplexes Phänomen, das jeder anders erlebe. Mordillo habe das so formuliert: „Humor ist die Zärtlichkeit der Angst.“ Die tragischen Elemente in der Geschichte seien, dass Mutter und Tochter sich nicht entscheiden könnten, ob sie einander lieben oder hassen sollen. Auf die Frage an Claudia Simionescu, ob die Rolle der Mutter auf Hannelore Elsner zugeschrieben worden sei und die Schauspielerin sich für das Projekt starkgemacht habe, antwortete die Redakteurin, zugeschrieben sei die Rolle nicht auf Elsner, gleichwohl sei sie schon sehr früh die Wunschbesetzung aller am Projekt Beteiligten gewesen. Auch Hannelore Elsner selbst habe schon sehr früh großes Interesse an der Rolle signalisiert und dies über die gesamte Zeit der Projektentwicklung aufrechterhalten. Der Produzent Boris Schönfelder nahm Stellung zur Frage, ob bei Beginn der Dreharbeiten bereits bekannt gewesen sei, wie schwer die Erkrankung der Hauptdarstellerin gewesen sei. Man sei davon ausgegangen, dass Hannelore Elsner gesund gewesen sei. Die Herausforderungen, die Filmarbeiten nach vier Monaten Unterbrechung wieder aufzunehmen, seien vielfältig gewesen. Man habe alle Schauspieler wieder unter einen Hut bringen, ebenso das Team, die Motive, die Verabredungen, wann und wo was zu tun sei. Der ursprüngliche Zustand des Hauses habe wiederhergestellt werden müssen, um nur ein Beispiel von vielen zu nennen. Und natürlich habe es auch einer Idee bedurft, wie man den Film ohne Hannelore Elsner zu Ende bringen könne. Die fünf Schauspielerinnen, die für sie einspringen sollten, hätten ausgewählt und gewonnen werden müssen. Simionescu führte aus, den Film abzubrechen sei keine Option gewesen, die fehlenden Szenen mit einer einzigen Schauspielkollegin zu „‚ersetzen‘“ sei allen aber auch nicht richtig erschienen – wie hätte eine einzige dieses Vermächtnis erfüllen können. Die Autorin Gerlinde Wolf habe dann den Vorschlag, mit fünf Kolleginnen zu vollenden, gemacht. Man sei diesen fünf Schauspielerinnen sehr dankbar. Boris Schönfelder meinte, man sehe dieses Einspringen als Hommage für Hannelore Elsner, was bedeute, dass man sie nicht ersetzen könne. Regisseur Richard Huber meinte, dass die Realität so massiv in die Fiktion einbrechen würde, sei undenkbar gewesen. Das sei mit Trauer und Wehmut verbunden. Heute sei er Hannelore Elsner dankbar, dass sie diesen Moment mit dem Team geteilt habe.

### Veröffentlichung
Die Erstausstrahlung des Films erfolgte am 29. April 2020 im Rahmen des FilmMittwoch im Ersten zur Hauptsendezeit.

## Rezeption

### Einschaltquote
Mit 6,01 Millionen Zuschauern und einem Marktanteil von 18,1 Prozent konnte die Tragikomödie Lang lebe die Königin sich den Tagessieg holen.

### Kritik
Peter Claus sprach im Deutschlandradio Deutschlandfunk Kultur mit Dieter Kassel über den Film. Ein Film über das Sterben oder die Krankheit sei dies aber nicht, auch wenn beides eine Rolle spiele, meinte Claus. Reflektiert werde vielmehr „die komplizierte Beziehung einer Tochter zu ihrer Mutter“ – „‚wirklich eine Tragikomödie‘“. Tatsächlich habe selbst der Tod „in diesem Film etwas Komisches“. Dadurch verschwinde „alle Sentimentalität, zu der man als Zuschauer vielleicht neigen möchte“. Ja, man habe „gelegentlich eine Träne im Knopfloch“. Ja, „natürlich denke man über Hannelore Elsner nach und bedauere den Verlust dieser großen Schauspielerin“. Aber man verliere sich „nicht in Gefühlsduselei“.
Claudia Tieschky meinte in der Süddeutschen Zeitung Hannelore Elsners letztes Vermächtnis sei „ein federleichter, boshafter, lebenskluger Film“. Der „Mut“ der Schauspielerin „zu dieser Rollenwahl“ sei „bewundernswert“. Elsner spiele ihre Figur, wie nur sie es gekonnt habe. Die Tochter Nina werde „herrlich gespielt von Marlene Morreis“. Weil Hannelore Elsner vor Fertigstellung des Films starb, sei dieser nun, da er fertig und zu sehen sei, „ein bisschen schockierend“. Er sei zu echt. Er habe „ein Gewicht, das mit Kunst und Fiktion nicht zu erklären“ sei. Das liege daran, „dass die Elsner, als sie das spielte, selber todkrank war“. Ihren Mut könne man „nur bewundern“, dass sie trotzdem „ausgerechnet diese Rolle“ angenommen habe, „ihre letzte, und Rose Just als grausame, wissende und manchmal amüsierte Person“ spiele, auf eine Art, wie nur sie solche Frauen habe spielen können. Und so wolle „dieser Film beim bösesten Willen nicht zum Kitsch verklumpen“, er werde „nur einfach umso leiser, je schlimmer es komm[e]“. […] „Wer die Königin ist, das“ sei „natürlich gar keine Frage“.
Tilmann P. Gangloff schrieb über Elsners letzten Film in der Frankfurter Rundschau: „Das Erste zeigt einen Film der unendlichen Geschichte ‚Mutter ist an allem Schuld‘. Fünf Kolleginnen spielen dort die Rolle der verstorbenen Hannelore Elsner zu Ende. Die Entscheidung war gewissermaßen eine Flucht nach vorn: Mit einem Double hätte der Nachdreh nicht funktioniert. Wäre nur eine Kollegin eingesprungen, hätte das vermutlich sehr seltsam gewirkt. Filme werden ja nicht chronologisch gedreht, es wäre ein ständiges Hin und Her geworden. Das ist es nun natürlich auch, aber eben demonstrativ.“ Hannelore Elsner habe „solche Übermütter, an denen sich die Töchter ein Leben lang abarbeiten, in den letzten Jahren oft gespielt. Jedes Mal die gleiche Konstellation und trotzdem jedes Mal aufs Neue sehenswert; auch und gerade wegen ihr.“ In ‚Lang lebe die Königin‘ seien „die gemeinsamen Szenen mit Morreis ebenfalls großes Schauspiel“. Die später gedrehten Ergänzungen offenbarten, „dass tatsächlich niemand anders als Elsner die Rolle dieser Alltagssadistin“ habe „spielen können, die mit Vergnügen Salz in die Wunden ihrer Tochter streu[e]; zumindest nicht mit dieser verwirrenden Mischung aus Attraktivität, Charme und Giftigkeit“. […] „Sie war schon ein seltenes Miststück“, stellt Roses von Günther Maria Halmer gespielter Lebensgefährte gegen Ende voller Respekt fest. Den Darbietungen der Kolleginnen fehle zudem „ein Element, das fast ein bisschen makaber sei: Bei den Dreharbeiten war Elsner bereits von der Krankheit gezeichnet, was nicht nur perfekt zur Rolle passt; die Mischung aus sichtbarer Fragilität und ungebrochener darstellerischer Intensität mach[e] einen besonderen Reiz des Films aus“. Abgesehen davon sei ‚Lang lebe die Königin‘ – schon der Titel sei eine „Hommage an die Hauptdarstellerin – eine große Würdigung dieser letzten deutschen Diva“; ihre Schlussszene „wäre auch ohne ihren Tod ein überaus berührender Moment gewesen“.
Heike Hupertz schrieb in der Frankfurter Allgemeinen: „Schneeberger, Winter, Berben, Hoger und Mattes tauchen auf wie aus dem Nichts, verfremden das Bild, spielen ihre Szene und verschwinden kommentarlos auf Nimmerwiedersehen. Das hat man so noch nicht gesehen, und es funktioniert auch nicht richtig. In einer Hinsicht allerdings schon: als sichtbare Verbeugung vor einer großen Schauspielerin.“ […] „Das Drehbuch von Gerlinde Wolf und die Regie von Richard Huber sind in dieser Hinsicht, die das Wissen um den Tod der Mimin nun beinhaltet, schonungsfrei. Und Elsner spielt sie, so zeigt es auch die teilnehmende Kamera von Robert Berghoff, genauso schonungslos, mit Ironie und Chuzpe. Man kann den Auftritt in doppelter Hinsicht als Vermächtnis selbstbestimmten Sterbens ansehen.“ […] ‚Lang lebe die Königin‘ wird, „ganz gleich, ob man ihn nun für ein Elsnersches Meisterwerk hält oder die übliche Mittwochsproblemfilm-Unterhaltung im Ersten darin sieht, als letzte Vorstellung einer großen Schauspielerin einen besonderen Platz in ihrem Œuvre, aber durchaus auch in der Historie des deutschsprachigen Fernsehspielfilms behalten“.
Auf der Seite RND hielt Hannah Scheiwe fest, bei dem Film handele es sich um „eine berührende Mutter-Tochter-Geschichte, gerade weil diese zwei Frauen für sich kämpfen, sich mit Abweisung strafen und doch nicht ohne einander können“. „Elsner letzter Auftritt“ sei „ein starker“. Und das, „obwohl man sie auch fragil und schwach wie selten“ sehe – spiele sie doch eine Sterbenskranke. Und auch „wenn alle Welt nun auf Elsners letzten Auftritt“ blicke, erzähle dieser Film vor allem die Geschichte der Tochter Nina, die versuche, sich von ihrer Mutter, der sie es nie recht machen könne und die immer ihren Bruder bevorzuge, zu lösen und ihren eigenen Weg zu gehen. Scheiwe lobte, wie Marlene Morreis ihre Rolle verkörpere.
Christian Buß schrieb in Spiegel Kultur: „Ein bewegender Film über letzte Wahrheiten und letzte Lacher.“ Hannelore Elsner zeige in ‚Lang lebe die Königin‘, wie man „im Verschwinden Präsenz“ zeige, „statt sich auf den letzten Metern durch die Hintertür zu verabschieden“. Neil Young habe es mal so gesungen: „It’s better to burn out than to fade away. Besser ausbrennen als verblassen.“ Und Elsner habe „offenbar noch jeden Tag des Drehs für die Sache – auch wenn es nicht ganz bis zur Ziellinie gereicht habe, gebrannt“.
Zeit Online meinte, dass auch die nachgedrehten Szenen mit den fünf Schauspielkolleginnen zeigten, „was Schauspiel-Deutschland mit Elsner verloren“ habe. „So herausragend die fünf in ihren eigenen Rollen sicher“ seien – „Elsner spiele sie als Rose, eine zerrissene Persönlichkeit zwischen Lebenslust und erbarmungsloser Härte, posthum alle an die Wand“. Als Elsners Seite „glänz[e] Günther Maria Halmer als bedingungslos liebender Partner Werner“. Eine Tragikomödie habe es sein sollen, „deren Tragik das Komödiantische aber auch deshalb überlager[e], weil jedem Zuschauer klar sein [müsse], dass Elsner ihr eigenes Schicksal, ihren eigenen Tod, in ihrer Rolle“ vorwegnehme. In ihrer „letzten Szene ihres letztes Filmes liegt sie im Sarg. Eine fast unvorstellbare Kraftanstrengung. Was das kulturelle Deutschland mit Elsner verloren hat, zeig[e] ihr letzter Film“.